# Мале Байдавлетово
Мале Байдавле́тово (рос. Малое Байдавлетово, башк. Кесе Байдәүләт) — присілок у складі Зіанчуринського району Башкортостану, Росія. Входить до складу Тазларовської сільської ради.
Населення — 15 осіб (2010; 21 в 2002).
Національний склад:
- башкири — 90%